# Ден Блекберн
Ден Блекберн (англ. Dan Blackburn; нар. 20 травня 1983, Монреаль) — канадський хокеїст, що грав на позиції воротаря.

## Ігрова кар'єра
Професійну хокейну кар'єру розпочав 2001 року.
2001 року був обраний на драфті НХЛ під 10-м загальним номером командою «Нью-Йорк Рейнджерс». 
У 2002 грав в матчі молодих зірок НХЛ.
Усю професійну клубну ігрову кар'єру, що тривала 5 років, провів, захищаючи кольори команди «Нью-Йорк Рейнджерс» у складі якого провів 63 матчі в регулярному чемпіонаті, загальний час проведений на майдачику 3499 хвилин.

## Нагороди
- Трофей Дела Вілсона (ЗХЛ) — 2001.
- Найкращий воротар Канадської хокейної ліги — 2001.

## Інше
Після завершення кар'єри гравця поступив до Університету в штаті Аризона, де навчався на менеджера з розвитку бізнесу. По завершенні оселився в Далласі.

## Статистика
| Сезон        | Клуб                    | Ліга         | Регулярний сезон | Регулярний сезон | Регулярний сезон | Регулярний сезон | Регулярний сезон | Регулярний сезон | Регулярний сезон | Регулярний сезон | Регулярний сезон | Плей-оф | Плей-оф | Плей-оф | Плей-оф | Плей-оф | Плей-оф | Плей-оф | Плей-оф |
| Сезон        | Клуб                    | Ліга         | І                | В                | П                | Н                | Хв               | ПГ               | ІБГ              | ПГГ              | %ВК              | І       | В       | П       | Хв      | ПГ      | ІБГ     | ПГA     | %ВК     |
| ------------ | ----------------------- | ------------ | ---------------- | ---------------- | ---------------- | ---------------- | ---------------- | ---------------- | ---------------- | ---------------- | ---------------- | ------- | ------- | ------- | ------- | ------- | ------- | ------- | ------- |
| 1997–98      | «Бау-Веллі Іглс»        | АЮХЛ         | 20               | 9                | 6                | 1                | 1039             | 58               | 1                | 3.35             |                  | 3       | 0       | 0       | 97      | 8       | 0       | 4.95    |         |
| 1998–99      | «Бау-Веллі Іглс»        | АЮХЛ         | 38               | 7                | 19               | 6                | 1941             | 146              | 0                | 4.51             |                  | 2       | 0       | 2       | 118     | 8       | 0       | 4.07    |         |
| 1999–2000    | «Кутенай Айс»           | ЗХЛ          | 51               | 34               | 8                | 7                | 3004             | 126              | 3                | 2.52             | .912             | 21      | 16      | 5       | 1272    | 43      | 2       | 2.03    | .935    |
| 1999–2000    | «Кутенай Айс»           | МК           | —                | —                | —                | —                | —                | —                | —                | —                | —                | 1       |         |         |         |         | 0       | 3.38    | .923    |
| 2000–01      | «Кутенай Айс»           | ЗХЛ          | 50               | 33               | 14               | 2                | 2922             | 135              | 1                | 2.77             | .907             | 11      | 7       | 4       | 706     | 23      | 1       | 1.95    | .939    |
| 2001–02      | «Нью-Йорк Рейнджерс»    | НХЛ          | 31               | 12               | 16               | 0                | 1737             | 95               | 0                | 3.28             | .898             | —       | —       | —       | —       | —       | —       | —       | —       |
| 2001–02      | «Гартфорд Вулвс Пек»    | АХЛ          | 4                | 2                | 1                | 1                | 244              | 11               | 0                | 2.71             | .905             | —       | —       | —       | —       | —       | —       | —       | —       |
| 2002–03      | «Нью-Йорк Рейнджерс»    | НХЛ          | 32               | 8                | 16               | 4                | 1762             | 93               | 1                | 3.17             | .890             | —       | —       | —       | —       | —       | —       | —       | —       |
| 2004–05      | «Вікторія Салмон Кінгс» | ХЛСУ         | 12               | 3                | 9                | 0                | 695              | 41               | 0                | 3.54             | .892             | —       | —       | —       | —       | —       | —       | —       | —       |
| Усього в НХЛ | Усього в НХЛ            | Усього в НХЛ | 63               | 20               | 32               | 4                | 3500             | 188              | 1                | 3.22             | .894             | —       | —       | —       | —       | —       | —       | —       | —       |